# Библия верующих
«Библия верующих» — сайт «Церкви Библии верующих» в Сиднее, Новый Южный Уэльс, Австралия, который редактирует Энтони Григор-Скотт (англ. Anthony Grigor-Scott).
Сайт перепечатывал антисемитские материалы, такие как «Протоколы сионских мудрецов» и книгу Генри Форда «Международное еврейство» и материалы, отрицающие Холокост таких авторов, как Брэдли Р. Смит и Марк Вебер.
В связи с этим деятельность сайта стала предметом рассмотрения в суде согласно «Закону о расовой дискриминации». В 2007 году судья Федерального суда Австралии Ричард Конти приказал владельцу сайта Энтони Григор-Скотту удалить с сайта антисемитские утверждения, что евреи намеренно преувеличили число погибших во время Второй мировой войны.
«Библия верующих» была описана как «одна из самых заметных из множества эксцентричных псевдо-христианских групп в Австралии» и охарактеризована как «экстремистская» Советом по австралийско-израильским отношениям и делам евреев (AIJAC) в своем докладе за 2008 год по вопросам антисемитизма в Австралии.
Один из представителей «Церкви Библии верующих» из другой австралийской общины выразил недоверие Григор-Скотту в интервью Australian Jewish News. Он заявил следующее:

Он [Григор-Скотт] был изгнан из церкви. Он не имеет ничего общего с нами … мы не антисемиты, вообще мы очень поддерживаем право Израиля на существование.— 
Несмотря на судебный запрет, материалы с отрицанием Холокоста находились на сайте по состоянию на январь 2014 года. На 1 июля 2024 года недоступен.